# Église Sainte-Afre de Riedisheim
L'église Sainte-Afre de Riedisheim est une église paroissiale catholique située à Riedisheim, dans le département français du Haut-Rhin. Elle est dédiée à la martyre paléochrétienne Afre d'Augsbourg.
Cet édifice est répertorié dans l'inventaire général du patrimoine culturel. Son orgue est classé monument historique depuis 1979.

## Historique
Une première église est érigée en 1655. Elle est ensuite remplacée par un nouvel édifice consacré en 1759 puis démoli en 1837.
Le bâtiment actuel de style néo-classique situé rue du Maréchal-Foch est construit d'après des plans de l'architecte mulhousien Jean-Charles Dufau. Au-dessus du portail se trouve l'inscription « 1838 ».
L'église est restaurée de 1968 à 1970.

## Garnitures
Plusieurs objets de l'église sont répertoriés dans l'inventaire général du patrimoine culturel :
- un crucifix du XVIIe siècle[2] ;
- un reliquaire du premier quart du XXe siècle[3] ;
- un tableau d'autel représentant sainte Afre, probablement réalisé par un élève de Martin von Feuerstein[4] ;
- une vierge à l'enfant de la fin du XVIIIe siècle ou du début du XIXe siècle[5] ;
- une statue de l'Assomption de Marie datée de la fin du XVIIIe siècle[6].

### L'orgue
L'orgue de l'église Sainte-Afre est classé monument historique depuis 1979. Il est construit en 1853 par le facteur d'orgues Joseph Stiehr. Entretemps, il est restauré plusieurs fois, entre autres par Louis Mockers ; il est également modifié à plusieurs reprises : en 1928 notamment, puis en 1952 par la Manufacture d'orgues Muhleisen, puis en 1979 par Alfred Kern, qui construit un nouveau buffet.
L'orgue compte 28 jeux (dont 16 sont encore des jeux de Stiehr) pour 2 claviers et pédalier. Ses tractions sont mécaniques.
| I Positif de Dos C–f3 |                |       |
| 1.                    | Bourdon        | 8′    |
| 2.                    | Salicional     | 8′    |
| 3.                    | Montre         | 4′    |
| 4.                    | Nazard         | 2/3′  |
| 5.                    | Flageolet      | 2′    |
| 6.                    | Tierce         | 13/5′ |
| 7.                    | Cymbale III    |       |
| 8.                    | Cromorne       | 8′    |
|                       | Tremblant doux |       |

| II Grand Orgue C–f3 |                  |      |
| 9.                  | Bourdon          | 16′  |
| 10.                 | Montre           | 8′   |
| 11.                 | Bourdon          | 8′   |
| 12.                 | Gambe            | 8′   |
| 13.                 | Prestant         | 4′   |
| 14.                 | Flûte à cheminée | 4′   |
| 15.                 | Quinte           | 2/3′ |
| 16.                 | Doublette        | 2′   |
| 17.                 | Cornet V D       | 8′   |
| 18.                 | Fourniture IV    |      |
| 19.                 | Trompette        | 8′   |
| 20.                 | Clairon          | 4′   |

| Pédale C–f1 |           |     |
| 21.         | Principal | 16′ |
| 22.         | Soubasse  | 16′ |
| 23.         | Flûte     | 8′  |
| 24.         | Flûte     | 4′  |
| 25.         | Flûte     | 2′  |
| 26.         | Bombarde  | 16′ |
| 27.         | Trompette | 8′  |
| 28.         | Clairon   | 4′  |

- Couplage : I/II, II/P[8]